# FK Rostov
El FK Rostov (en rus: Футбольный клуб "Ростов"), és el club de futbol més important de Rostov del Don.

## Evolució del nom
Evolució del nom:
- 1930-1936 Selmashstroi
- 1936-1941 Selmash
- 1941-1953 Traktor
- 1953-1957 Torpedo
- 1957-2003 Rostselmash
- 2003- FC Rostov